# 椎名康胤
椎名 康胤（しいな やすたね）は、戦国時代から安土桃山時代にかけての武将。越中国の国人。松倉城主。

## 生涯
椎名慶胤の子と推定される。
椎名氏は、越中新川郡の守護代の家柄であった。ところが、椎名慶胤が神保慶宗の乱に加担したため守護代職を越後長尾氏に奪われ、後継の椎名長常はその又守護代として越後長尾氏に服属していたものの、長尾為景の死後に神保家再興を成し遂げた神保長職の攻勢を受けて衰退していた。そのような情勢の中、康胤が家督を継いだ。

### 弘治の内乱
弘治3年（1557年）、能登畠山氏の内紛である弘治の内乱に際し、椎名宮千代（後の康胤かは不明）は、八代俊盛を海路援軍として畠山義綱方へ送っている。内乱は椎名氏が支援した義綱方が勝利し、畠山氏との関係を深めた。

### 永禄3年の上杉謙信の越中出兵
永禄2年（1559年）夏、神保長職が再び椎名氏への攻勢を強めたため、康胤は越後国の長尾景虎（後の上杉謙信）に援軍を要請し、永禄3年（1560年）3月、上杉軍により富山城、増山城は陥落し、長職は逃亡した。危機を脱した康胤は、同年の景虎の関東出陣に従軍している。しかし神保長職が勢力を回復し、永禄5年（1562年）9月5日、神通川の戦いで椎名軍は神前孫五郎を討ち取られるなどの大敗を喫し、居城の金山城（松倉城）まで攻め込まれる事態となった。ところが、翌月には再び謙信が来援し、遂に長職を降伏へと追い込んだ。これは康胤が長尾一族の長尾景直を養子に迎えており、強固な上杉氏との結びつきによるものといえた。しかし、宿敵・神保長職は神保氏と関係が深い能登畠山氏の仲介により中郡（婦負・射水郡）の支配権を安堵され、康胤には不満の残る処置となった。

### 本庄繁長の乱
康胤は、上杉謙信の関東出陣中に春日山城の留守を任されるなど信頼を寄せられていたが、永禄11年（1568年）7月、甲斐国の武田氏に通謀し、本庄繁長の乱に呼応して上杉氏を離反した。

### 永禄12年の上杉謙信の越中出兵
永禄12年8月、椎名康胤の離反を受けて、上杉謙信は越中に出陣して松倉城を包囲したが、守りは固く、10月には包囲を解いて帰陣した。
その後、三木良頼の仲介で上杉氏と和睦交渉を持ったが、元亀3年（1572年）5月、武田信玄の西上作戦支援のため、加賀一向一揆が越中に侵攻したことに呼応し、再び反上杉氏の動きを示したため、加賀一向一揆勢を撃破した上杉氏軍に再び居城松倉城を攻囲され、元亀4年正月、謙信の養子である長尾顕景を通じて降伏開城した。その後の康胤の消息は不明であるが、一説には、天正4年（1576年）、一揆方として籠城していた砺波郡の蓮沼城を上杉氏軍に攻略され、自害したという。